# Demonax venosulus
Demonax venosulus là một loài bọ cánh cứng trong họ Cerambycidae.